# مهالاکشمی وراتا
مهالاکشمی وراتا یا وارالاکسمی وراتها، روزی مقدس در آیین هندو است. این مراسم توسط مردان یا زنان (به‌طور معمول خانم‌های متاهل هندو) در روز جمعه قبل از ماه کامل، در ماه سراوانا در تقویم هندو (مربوط به ژوئیه/اوت در تقویم غربی) انجام می‌شود.
کسانی که نمی‌توانید این مراسم را در روز خودش انجام دهند، می‌توانند آن را در هر جمعهٔ سراوانا برگزار کنند. این وراتهای مهمی است، به معنی رعایت عهد مذهبی در زبان سانسکریت.
واراماهالاکشمی وراتها معمولاً در ایالت‌های هند جنوبی مثل آندرا پرادش، کارناتاکا، تامیل نادو و همچنین در بخش‌هایی از ماهاراشترا و اوریسا انجام می‌شود.

## باورها
پوجا (نماز خاص آیین هندو) توسط مردان یا زنان متاهل به دنبال برکات از ایزدبانوی ماهالاکشمی، همسر لرد ویشنو، انجام می‌شود که به عنوان خدای ثروت و رفاه مورد توجه‌است.

## افسانه‌ها
افسانه‌ای است که می‌گوید این وراتام توسط لرد شیوا به پارواتی همسر او توصیه می‌شود برای به دست آوردن ثروت و رفاه. همچنین افسانهٔ دیگری وجود دارد که می‌گوید یک بانوی بسیار مومن چاروماتی که الهه وارالاکشمی به خواب او آمد و از او خواست، وراتام را در راستای تحقق خواسته‌های خود انجام دهد. او وراتام را همراه با بانوان دیگر در روستای خود با سرسپردگی و صمیمیت انجام داد.
آنها تعداد زیادی خوراکی به ایزدبانو پیشکش می‌کنند و بعد که وراتام تکمیل شد، شگفت زده می‌شوند از اینکه می‌یابند بدن‌هاشان با جواهرات گران‌قیمت پوشیده شده و خانه‌هاشان پر از ثروت است. از آن به بعد، زنان شروع کردند به اجرای این وراتام به صورت هر ساله برای کسب ثروت و رفاه در خانواده‌هاشان.

## آیین‌ها
در روز ورالاکشمی وراتام، زنان خانه‌های خود را تمیز می‌کنند و جلوی باغچه و حیاط را با رانگولی‌ها (ترسیم طرح‌های رنگارنگ بر روی زمین) تزئین می‌کنند. پس از آن، حمام می‌کنند و خود را با لباس‌ها و جواهرات زیبا آرایش می‌کنند. آن‌ها پس از آن، در روند انجام وراتا هستند. اول با فراهم کردن کالاشا یا گلدان مقدس آغاز می‌کنند. گلدان را با برنج و آب که نماد رفاه هست پر می‌کنند و آن را با برگ‌های انبه و فوفل تزئین می‌کنند.
آنها سپس، نارگیل آغشته با زردچوبه و شنگرف را روی کلاشا می‌گذارند و نارگیل را نیز با پارچه‌ای نو تزئین می‌کنند. بعضی از مردم کالاشا را با انواع زیادی از جواهرات تزئین می‌کنند که زیباتر به نظر آید. آنها، کلاشارا روی بشقابی می‌گذارند که با برنج پرشده‌است. پوجای اصلی با پرستش لرد گانش آغاز می‌شود، کسی که اعتقاد بر این است که تمام موانع و نیروهای شیطانی را دور می‌کند.
بعدها، الهه ماهالاکشمی درون کلاشا احضار می‌شود. سپس آن‌ها یک جفت تورام‌ها (شاخه‌ای از نه موضوع{حاجت} با نه گره) را پرستش می‌کنند و یکی از آن‌ها را در کلاشا می‌اندازند در حالی که دیگری، دور مچ راست بانویی که پوجا را اجرا می‌کند، گره خورده. پس از آن، آن‌ها ذکر شاتانامام آشتوتارا لاکشمی (فهرستی از صد نام در ستایش الهه) را می‌خوانند.
سپس آن‌ها به الهه نه رقم از خوراک از جمله شیرینی پیشکش می‌کنند. در پایان وراتام، سروده‌ای در ستایش الهه وارالاکشمی می‌خوانند. و همچنین از زن متاهل دیگری، دعوت می‌کنند که او را الهه ورالاکشمی فرض کنند و به او شیرینی تعارف می‌کنند. آن شب، همه بانوان همسایه را به خانه‌های خود دعوت می‌کنند و به آن‌ها تامبولام تعارف می‌کنند، یک پیشکشی شامل برگ فوفل، میوه، آجیل فوفل، زردچوبه و داکشینا (پول) است.
آنها همچنین به صورت جمعی آهنگی در ستایش از الهه وارالاکشمی می‌خوانند. در برخی از مناطق نیز وایبهاو لاکشمی ورات کاتها انجام می‌شود. این ورات، برای تحقق آرزو توسط مردم در روزهای جمعه انجام می‌شود. در این ورات، مردم الهه لاکشمی را در ۸ شکل پرستش می‌کنند. به عنوان مثال: ۱) شری دهان لاکشمی ما ۲) شری گاج لاکشمی ما ۳) شری ویر لاکشمی ما ۴) شری آیشواریا لاکشمی ما ۵) شری ویجیا لاکشمی ما ۶) شری آدی لاکشمی ما ۷) شری دهانیا لاکشمی ما ۸) شری سانتان لاکشمی ما.
ورات، توسط هندوها با صمیمیت کامل در هر جمعه با روزه و نماز الهه لاکشمی انجام می‌شود.